# Ziegelheim
Ziegelheim – część gminy Nobitz w Niemczech, w kraju związkowym Turyngia, w powiecie Altenburger Land. Do 5 lipca 2018 jako samodzielna gmina należała do wspólnoty administracyjnej Wieratal.